# Éléonore de Bohun
Pour les articles homonymes, voir Bohun.
Titres
Duchesse de Gloucester
6 août 1385 – 8 septembre 1397
(12 ans, 1 mois et 2 jours)
Comtesse de Buckingham
15 juillet 1377 – 8 septembre 1397
(20 ans, 1 mois et 24 jours)
Comtesse d'Essex
10 juin 1376 – 8 septembre 1397
(21 ans, 2 mois et 29 jours)
Éléonore de Bohun, née vers 1366 et morte le 3 octobre 1399, est une noble anglaise et l'épouse du duc de Gloucester Thomas de Woodstock.

## Biographie
En 1376, Éléonore épouse Thomas de Woodstock, le benjamin du roi Édouard III. Ils résident dans l'Essex. Ils ont ensemble cinq enfants dont un fils. Ils reçoivent la tutelle de Marie, la sœur cadette d'Éléonore, jusqu'à son mariage en 1381 avec Henry Bolingbroke. Éléonore est admise à l'ordre de la Jarretière en 1384.
Elle ne se mêle pas des affaires politiques de son mari qui est régent de son neveu le roi Richard II de 1377 à 1380. Ce dernier est le chef de file du mouvement face aux excès du roi en 1386-1388 : celui des Lords Appellant. Il est emprisonné et assassiné par Richard en 1397. Éléonore se retire après la mort de son mari à l'abbaye de Barking. 
Son fils Humphrey hérite des titres de son père. Il devient pupille de la couronne et accompagne Richard en 1398 lors de sa campagne en Irlande. Lorsque Richard est renversé par Bolingbroke à l'été 1399, Bolingbroke envoie des hommes chargés de libérer Humphrey et de le ramener à Londres. Humphrey meurt en chemin le 2 septembre 1399. Éléonore de Bohun serait morte de chagrin le 3 octobre suivant en apprenant la nouvelle.

## Postérité
Éléonore de Bohun apparaît dans la scène 1 de l'acte I de la pièce Richard II de William Shakespeare. Elle vient demander à son beau-frère, Jean de Gand, de venger son mari mais Gand lui répond à mots couverts que, comme c'est le roi qui a fait assassiner Woodstock, il ne peut rien faire d'autre qu'attendre le châtiment du ciel. Cette scène, qui rappelle les récents événements passés, a pour objet d'informer le spectateur que le roi est le commanditaire secret du crime.